# ۸ گلوله
۸ گلوله (به انگلیسی: 8 Bullets) و (به هندی: 8 Thottakkal) یک فیلم جنایی تامیلی زبان، محصول سال ۲۰۱۷ هند است که نوشتن فیلمنامه و کارگردانی آن را سری گانش انجام داده‌است. تهیه‌کننده این فیلم ولاپاندیان (Vellapandian) است و نقش‌های اصلی فیلم را پسرش وتری، در کنار گروهی از بازیگران شامل آپارنا بالامورالی، نثار، ام. اس. باسکار و میرا میتون بر عهده داشته‌اند. تصویربرداری اصلی فیلم در ماه اوت ۲۰۱۶ در چنای شروع شد و در نوامبر ۲۰۱۶ خاتمه یافت. فیلم در روز ۷ آوریل ۲۰۱۷ به اکران درآمد.